# Juxtachelifer fructuosus
Juxtachelifer fructuosus es una especie de arácnido del orden Pseudoscorpionida de la familia Withiidae.

## Distribución geográfica
Se encuentra en Nuevo México (Estados Unidos).